# Belmont (Carolina del Nord)
Belmont és una població dels Estats Units a l'estat de Carolina del Nord. Segons el cens del 2008 tenia 9.374 habitants.

## Demografia
Segons el cens del 2000, Belmont tenia 8.705 habitants, 3.348 habitatges i 2.226 famílies. La densitat de població era de 416 habitants per km².
Dels 3.348 habitatges en un 30,8% hi vivien nens de menys de 18 anys, en un 48,6% hi vivien parelles casades, en un 13,6% dones solteres, i en un 33,5% no eren unitats familiars. En el 28,8% dels habitatges hi vivien persones soles l'11,2% de les quals corresponia a persones de 65 anys o més que vivien soles. El nombre mitjà de persones vivint en cada habitatge era de 2,4 i el nombre mitjà de persones que vivien en cada família era de 2,97.
Per edats la població es repartia de la següent manera: un 22,8% tenia menys de 18 anys, un 11,7% entre 18 i 24, un 31,9% entre 25 i 44, un 20,2% de 45 a 60 i un 13,4% 65 anys o més.
L'edat mediana era de 35 anys. Per cada 100 dones de 18 o més anys hi havia 87,8 homes.
La renda mediana per habitatge era de 38.819 $ i la renda mediana per família de 46.765 $. Els homes tenien una renda mediana de 32.388 $ mentre que les dones 25.213 $. La renda per capita de la població era de 20.065 $. Entorn del 6,9% de les famílies i el 9,5% de la població estaven per davall del llindar de pobresa.

## Poblacions més properes
El següent diagrama mostra les poblacions més properes.